# 라무의 러브송
라무의 러브송(ラムのラブソング)는 1981년 일본의 싱글 레코드로 출시되었다. TV 애니메이션 "우루세이 야츠라"의 주제로 만들어진 마츠타니 유우코의 노래이다.

## 에피소드
- 〈라무의 러브송〉〈우루세이 야츠라〉1기 오프닝 테마곡 (1981년 10월 14일~1983년 7월 20일 / 1~100회)
- 〈우주는 큰일났다!〉〈우루세이 야츠라〉1기 엔딩 (1981년 10월 14일~1982년 3월 24일 / 1~42회)
- 〈모모코 120%〉패밀리 컴퓨터 이식된 게임 음악 (1986년, 자레코)
- 〈라무의 러브송〉은 하마자키 아유미가 휴대 전화의 착신 멜로디로 하는 것이 알려져 있다.
- GIGA 메로의 착신 멜로디 랭킹으로, 2004년도의 연간 77위, 2005년도의 연간 70위.

## 수록곡
1. 라무의 러브송
작사: 이토 아키라, 작곡: 고바야시 이즈미, 노래: 마츠타니 유우코
2. 우주는 큰일났다!
작사: 이토 아키라, 작곡: 고바야시 이즈미, 노래: 마츠타니 유우코

## "라무의 러브송"의 커버
- 〈こおろぎ95〉- 우루세이 야츠라
- 〈모노마네〉애니메이션 2
- 〈Gemini〉 - 2001년 싱글 "오키노신/라무의 러브송"으로 커버. TV 도쿄 계열 "대조사!!과연 일본인"엔딩 테마.
- 〈NHK 아니메 주제가 대전집〉
- 〈산타쿠〉(2006년)
- 후타미 아미·마미(아이돌 마스터) - 2007년 앨범 'Your Song'로 커버 ("MASTER ARTIST 06"에 재록).
- 야마모토 아즈사 2007년 싱글 "아즈☆호랑이 우루세이 야츠라 라무의 러브송"으로 커버.c/w에 "우주는 큰일났다."을 수록.
- 코사카 - 음악 전달 한정으로 발매.
- 〈misono의 싱글 열 네 번째〉 (2009년 9월 23일 발매)
  - 우루세이 야츠라의 테마 - 라무의 러브송